# Melanostoma teizonis
Melanostoma teizonis är en tvåvingeart som beskrevs av Matsumura 1919. Melanostoma teizonis ingår i släktet gräsblomflugor, och familjen blomflugor. Inga underarter finns listade i Catalogue of Life.